# Bahnstrecke Weetzen–Bredenbecker Kalkwerke
| Bahnanschluss am Kalkwerk Bredenbeck (um 1910) |                     |                                                  |                                                  |
| Streckenlänge: | 6,9 km              |                                                  |                                                  |
| Spurweite: | 600 / 1435 mm       |                                                  |                                                  |
| |                     |                                                  |                                                  |
| Spurweite (zuletzt): | 600 mm (Schmalspur) |                                                  |                                                  |
| \| \| 0,0 \| Weetzen \| Weetzen \| \| \| \| Bahnstrecke Hannover–Altenbeken \| nach Altenbeken \| \| \| \| Schmalspur von Firma Mävers (seit 2004: Agravis) \| \| \| \| 0,6 \| südlich von Weetzen: Beginn neue Trasse \| südlich von Weetzen: Beginn neue Trasse \| \| \| \| Normalspur: Hamelner Chaussee \| \| \| \| \| Schmalspur: L 391 \| \| \| \| \| Normalspur: Hamelner Chaussee \| \| \| \| 2,0 \| nördlich von Evestorf: Ende neue Trasse \| nördlich von Evestorf: Ende neue Trasse \| \| \| 4,2 \| L 390 \| L 390 \| \| \| \| Schmalspur nach Gut Bredenbeck \| \| \| \| 6,9 \| Bredenbecker Kalkwerke \| Bredenbecker Kalkwerke \| |                     |                                                  |                                                  |
| S-Bahnhof | 0,0                 | Weetzen                                          | Weetzen                                          |
| Abzweig ehemals geradeaus und nach links |                     | Bahnstrecke Hannover–Altenbeken                  | nach Altenbeken                                  |
| Abzweig geradeaus und von rechts (Strecke außer Betrieb) |                     | Schmalspur von Firma Mävers (seit 2004: Agravis) | Schmalspur von Firma Mävers (seit 2004: Agravis) |
| Strecke von links (außer Betrieb) · Abzweig geradeaus und nach rechts (Strecke außer Betrieb) | 0,6                 | südlich von Weetzen: Beginn neue Trasse          | südlich von Weetzen: Beginn neue Trasse          |
| Strecke (außer Betrieb) · Bahnübergang (Strecke außer Betrieb) |                     | Normalspur: Hamelner Chaussee                    | Normalspur: Hamelner Chaussee                    |
| Bahnübergang (Strecke außer Betrieb) · Strecke (außer Betrieb) |                     | Schmalspur: L 391                                | Schmalspur: L 391                                |
| Strecke (außer Betrieb) · Bahnübergang (Strecke außer Betrieb) |                     | Normalspur: Hamelner Chaussee                    | Normalspur: Hamelner Chaussee                    |
| Strecke nach links (außer Betrieb) · Abzweig geradeaus und von rechts (Strecke außer Betrieb) | 2,0                 | nördlich von Evestorf: Ende neue Trasse          | nördlich von Evestorf: Ende neue Trasse          |
| Bahnübergang (Strecke außer Betrieb) | 4,2                 | L 390                                            | L 390                                            |
| Abzweig geradeaus und nach links (Strecke außer Betrieb) |                     | Schmalspur nach Gut Bredenbeck                   | Schmalspur nach Gut Bredenbeck                   |
| Betriebs-/Güterbahnhof Streckenende (Strecke außer Betrieb) | 6,9                 | Bredenbecker Kalkwerke                           | Bredenbecker Kalkwerke                           |

Die Bahnstrecke Weetzen–Bredenbecker Kalkwerke (Kalkbahn) war eine eingleisige Werksbahnstrecke zwischen Weetzen und den Bredenbecker Kalkwerken im Deister in Niedersachsen. Sie zweigte von der Bahnstrecke Hannover–Altenbeken ab und endete bei den Kalkwerken.

## Geschichte
Die Strecke wurde 1887/88 in Betrieb genommen. Die einzige Lokomotive war eine 1890 gebaute T 2 von Henschel mit Namen „Bredenbeck“. Es gab einen kleinen Lokschuppen mit Werkstatt bei Bredenbeck. Im Deister lag beim Frauenweg die Ladestelle der etwa einen Kilometer langen Pferdebahn von der bis 1922 betriebenen Kohlegrube „Gute Hoffnung“.
Von den Kniggeschen Kalkbrüchen im Deister führte zudem mittels eines Bremsbergs eine ca. 2,5 km lange Schmalspurbahn mit einer Spurweite von 790 mm oder 820 mm zum Kalkwerk.
Am Kalkwerk waren auch Ladegleise für den von 1904 bis 1909 betriebenen Kohleschacht "Karl". Daneben wurden auch Zuckerrüben und Holz mit der Bahn abgefahren. Die Strecken wurden bei der Schließung des Kalkwerks 1924 aufgegeben. Die Bahntrasse im Deister ist weitgehend als Wanderweg erhalten. 
Seit einem Schachteinsturz nah an der alten Zufahrtsstraße zum Werk im Januar 1988 dienten Waldwege und ein Abschnitt der Bahntrasse als Zufahrt zum Kalkwerk.

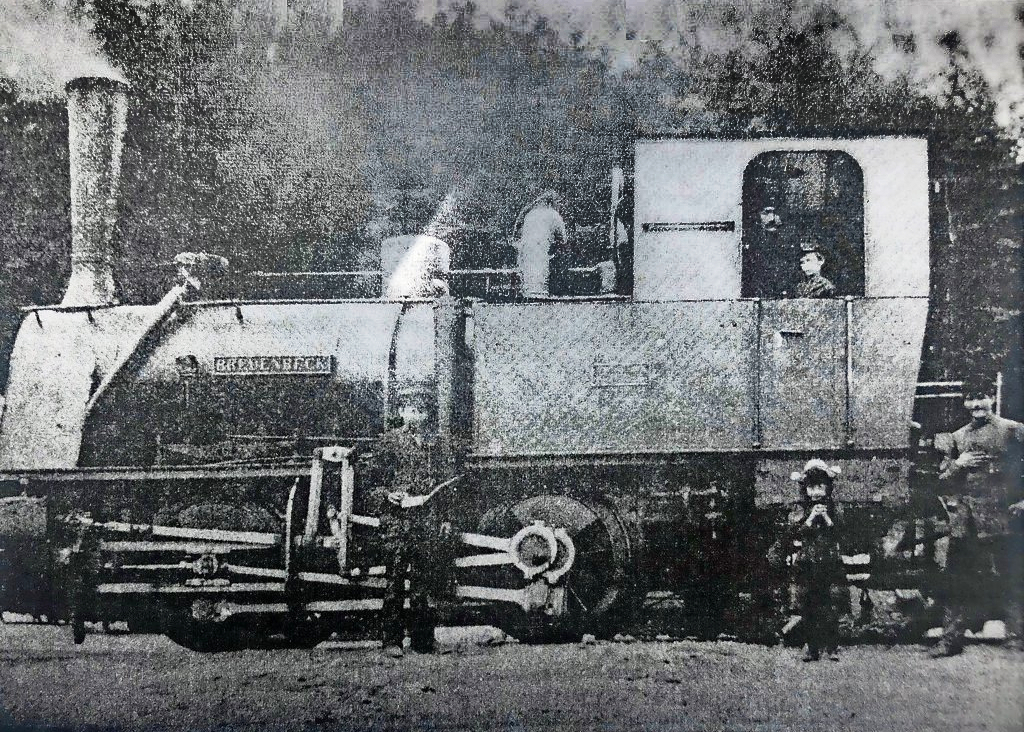
Die Lokomotive „Bredenbeck“ (um 1891)

## Feldbahn
Eine Feldbahn zum Rübentransport vom Gut Bredenbeck zu einer Umladestelle gegenüber der bis 1986 betriebenen Zuckerfabrik in Weetzen nutzte danach bis 1951 zwei Teilabschnitte der Strecke. Ein Ende der 1930er Jahre auf der anderen Straßenseite neu trassierter Abschnitt zwischen Weetzen und Evestorf vermied die bisher zweimalige Kreuzung der Hamelner Chaussee. Die Spurweite betrug 600 mm. Die Strecke endete auf einem hölzernen Sturzgerüst westlich der Bahngleise an der Zuckerfabrik, wo die Zuckerrüben in normalspurige Wagen verladen wurden, in denen sie zur Zuckerfabrik gebracht wurden. Die Feldbahn durfte nämlich die Staatsbahngleise nicht kreuzen. Ab der Verlegung wurde der Transport mit Diesellokomotiven durchgeführt, einer von Orenstein & Koppel und einer von Deutz.
Die Schienen wurden bis in die 1960er Jahre abgebaut. Der neue Abschnitt am Rand der Bundesstraße wich einem der ersten Fahrradwege der Region. Der anschließende Radweg am Westrand von Evestorf trägt den Namen Kalkbahnweg. Unter der ehemaligen Bahn- und Feldbahntrasse entlang des Bredenbecker Bachs verläuft seit den 1970er Jahren die Abwasserleitung von Bredenbeck bis vor Evestorf. Ein erhaltenes Ingenieurbauwerk der Bahnstrecke ist die Brücke über den Weetzener Graben.

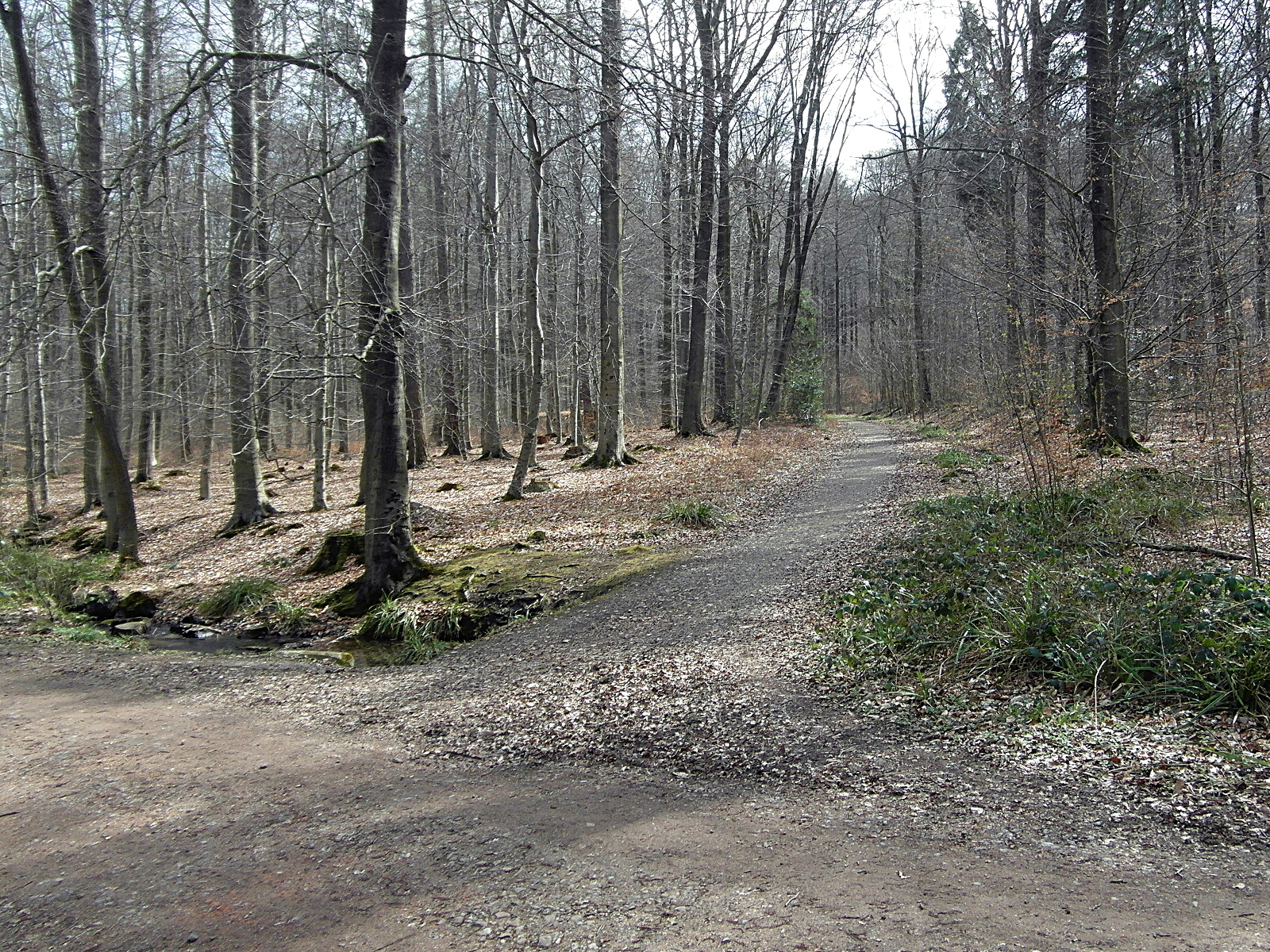
Wanderweg auf der Trasse im Deister
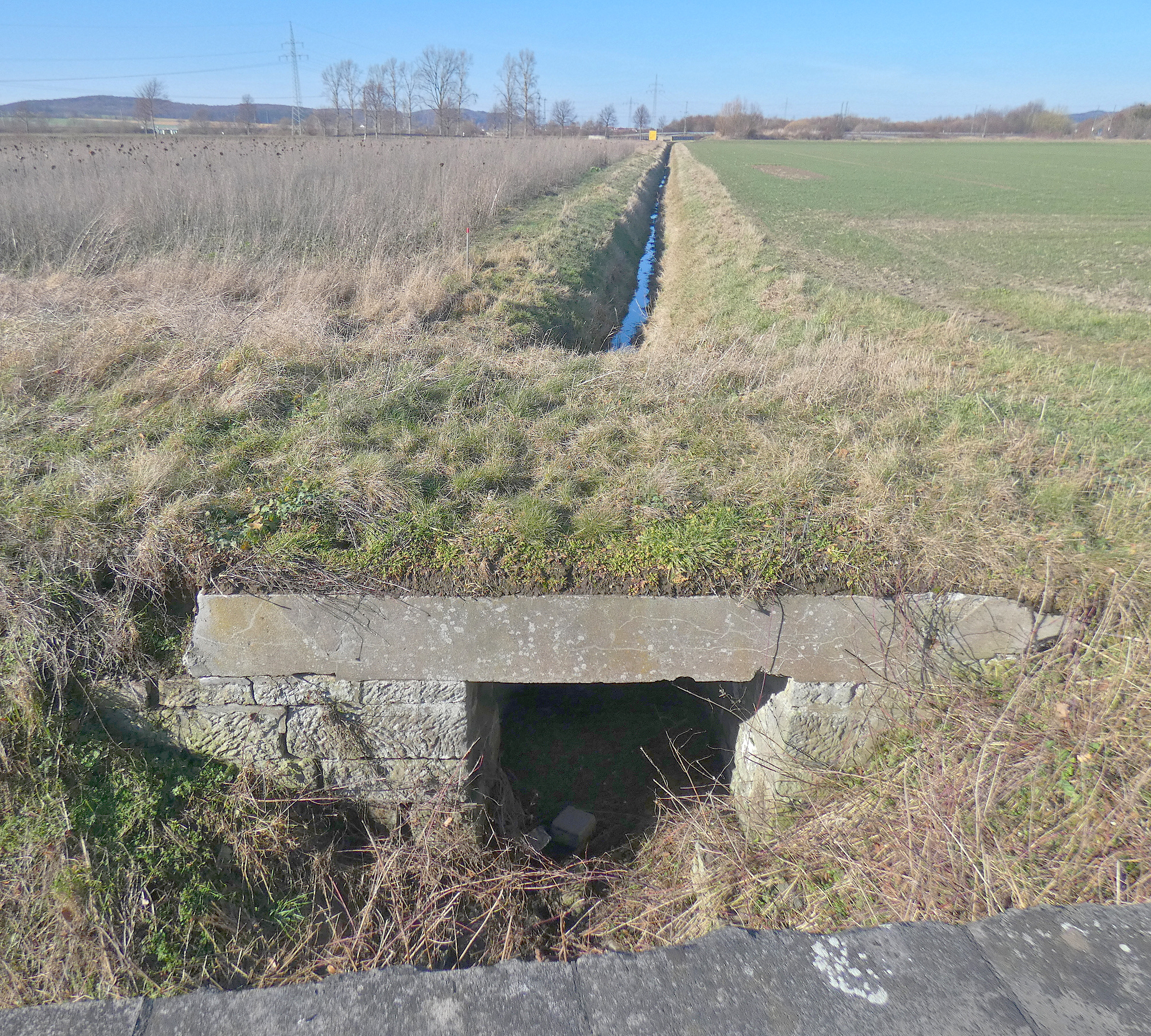
Brücke über den Weetzener Graben
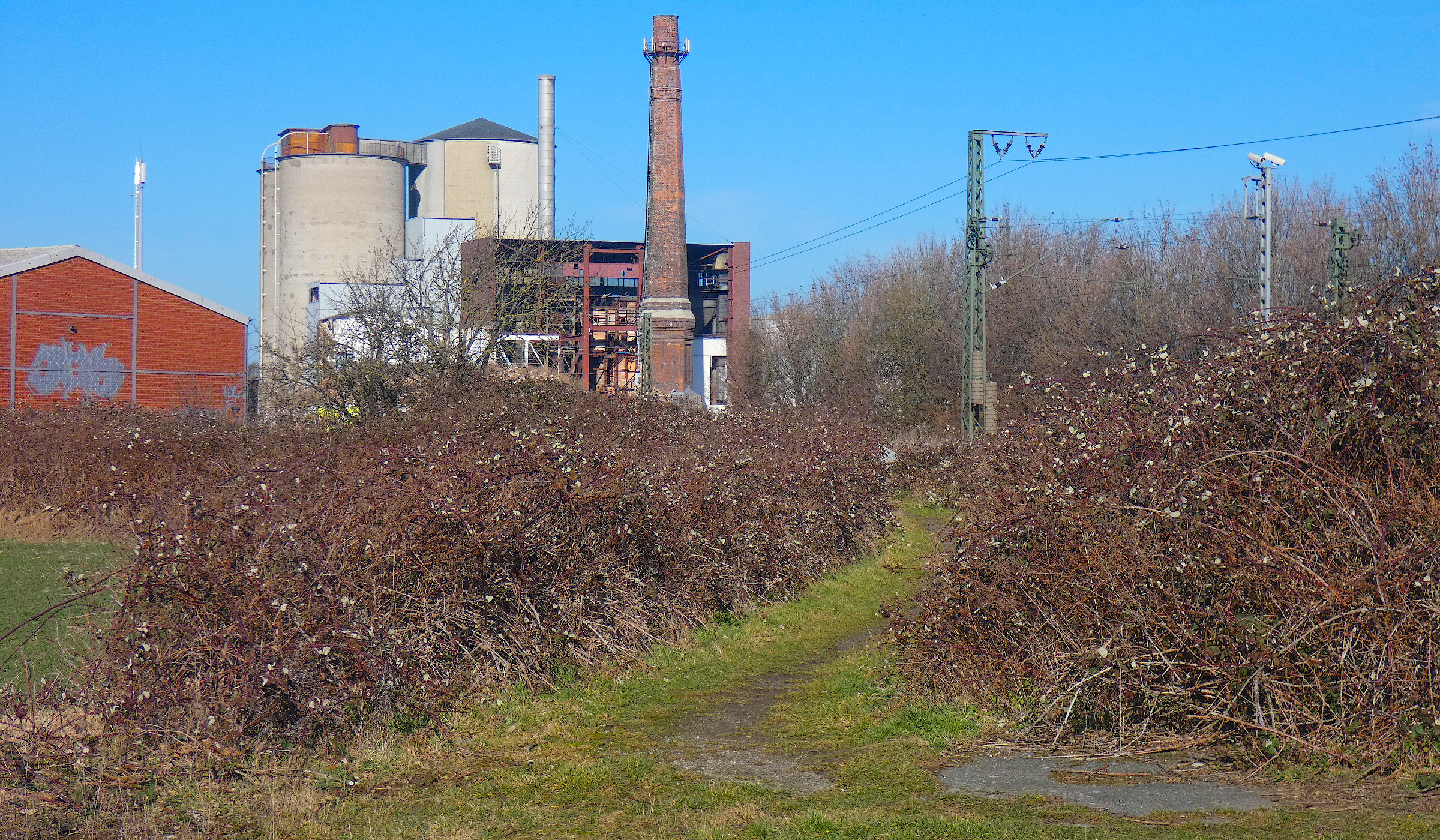
Die letzte Kurve vor Weetzen, bis ca. 2003 nachgenutzt vom Radweg Sorsum–Weetzen